# 小喀爾巴阡山脈
小喀爾巴阡山脈是一段低矮的、約100千米長的山脈，是喀爾巴阡山脈的一部份。位於斯洛伐克西部，包括從布拉迪斯拉發到瓦赫河畔新城一帶的山。 西部是Záhori、東部是多瑙河低地。
1976年，小喀爾巴阡山脈被歸為斯洛伐克的小卡爾巴阡山脈風景保護區，面積646.1平方公里，該地區動植物富有多樣性，有許多古城堡，例如著名的布拉迪斯拉發城堡就位於山區內。最高峰扎魯比山（Záruby）高768（2,520英尺），其次為維索卡山（Vysoká），高754（2,474英尺），以及Vápenná，高752（2,467英尺）。

## 地理
小喀爾巴阡山脈屬於阿爾卑斯帶、喀爾巴阡山脈 、西喀爾巴阡山脈以及內西喀爾巴阡山脈。
小喀爾巴阡山脈由南到北可以分為四個部份：
- 德文喀爾巴阡（英语：Devín Carpathians）：布拉迪斯拉發附近
- 佩济诺克喀爾巴阡：從布拉迪斯拉發Buková
- 佈雷佐瓦喀爾巴阡：從Buková 到Prašník
- 科斯特喀爾巴阡：從Prašník到瓦赫河畔新城

## 最高峰
| 圖像 | 斯洛伐克語          | 高度    |
| ---- | ------------------- | ------- |
|      | Záruby              | 767.4米 |
|      | Vysoká              | 754.3米 |
|      | Vápenná (Roštún)    | 752.2米 |
|      | Čertov kopec (vrch) | 751.8米 |
|      | Veterlín            | 723.5米 |
|      | Havranica           | 717.1米 |
|      | Čelo                | 716.0米 |
|      | Veľká homoľa        | 709.2米 |
|      | Čmeľok              | 709.0米 |
|      | Skalnatá            | 704.2米 |

## 外部連結
- Little Carpathians at Spectacular Slovakia
- Little Carpathians Wine Route